# Hannah Hoekstra
Hannah Hoekstra (Països Baixos, 10 de febrer de 1987) és una actriu neerlandesa guanyadora dues vegades del Vedell d'Or i coneguda principalment per la seva actuació a Hemel i a De Helleveeg (‘La fúria’) i per ser el model per al personatge d'Aloy en el videojoc Horizon Zero Dawn.

## Biografia i carrera
Hoekstra es va graduar a l'Acadèmia de Teatre d'Amsterdam l'any 2010, on havia estudiat des de 2006. Durant la seva formació va participar en l'obra Underground del director Johan Simons. L'any següent va fer el seu debut en televisió, interpretant un petit paper en la sèrie de televisió Flikken Maastricht.
El seu primer èxit va arribar el 2012 quan va ser escollida per a la pel·lícula Hemel de Sacha Polak, en què Hoekstra interpreta una dona bella i sensual amb signes de nimfomania. La pel·lícula va ser exhibida al Festival de Berlín i va rebre un premi especial FIPRESCI; també va rebre un Vedell d'Or al Festival de Cinema dels Països Baixos, premi que tornaria a guanyar el 2016 per la seva actuació a De Helleveeg (‘La fúria’), i va ser nominada a un Premi Rembrandt. Va guanyar el premi Shooting Star de l'European Film Promotion Board al 67è Festival Internacional de Cinema de Berlín.
El 2017 va ser escollida per Guerrilla Games (amb seu als Països Baixos) per ser el model sobre el qual es crearia el personatge d'Aloy, protagonista del videojoc Horizon Zero Dawn; no obstant això, qui dona veu al personatge és Ashly Burch.

## Filmografia

### Televisió
| Any       | Títol                                | Paper             | Notes                      |
| --------- | ------------------------------------ | ----------------- | -------------------------- |
| 2011      | Flikken Maastricht                   | Monique Bolt      | Un episodi                 |
| 2011-2012 | Mixed Up                             | Cambrera          | Tres episodis              |
| 2012      | Arne Dahl: Upp till toppen av berget | Servitris Holland | Minisèrie. Un episodi      |
| 2012      | Gerede Twijfel                       | Esmee             |                            |
| 2012      | Sunday Baby                          | Mercedes 18       | Curt                       |
| 2013      | Freddy Heineken                      | Charlene          | Quatre episodis            |
| 2013      | Volgens Robert                       | Jasmijn           | Vuit episodis              |
| 2013      | Scooterdagen                         | Lara              | Curt                       |
| 2014      | Assepoester: een modern sprookje     | Ana Lopes Dias    | Pel·lícula per a televisió |
| 2014      | Praten met Pepijn                    | Ella mateixa      | Show. Un episodi           |
| 2015      | Sunny Side Up                        | Judith            | Pel·lícula per a televisió |
| 2017      | Odds                                 | Kim               |                            |
| 2018      | Lost & Found                         | Lena Wennik       | Pel·lícula per a televisió |
| 2018      | You Are Wanted                       | Angel             | Tres episodis              |

### Cinema
| Any  | Títol                        | Paper         | Notes        |
| ---- | ---------------------------- | ------------- | ------------ |
| 2012 | Manslaughter                 | Judith        |              |
| 2012 | Hemel                        | Hemel         |              |
| 2012 | Mister Twister: Class of Fun | Marie Louise  |              |
| 2013 | App                          | Anna Rijnders |              |
| 2013 | Mister Twister Goes Camping  | Marie Louise  |              |
| 2014 | Hartenstraat                 | Joni          |              |
| 2014 | The Canal                    | Alice         |              |
| 2014 | Mees Kees op de planken      | Marie Louise  |              |
| 2016 | De Helleveeg                 | Tiny          |              |
| 2017 | Arthur & Claire              | Claire        |              |
| 2017 | Kleine IJstijd               | Delphina      |              |
| 2018 | Gek van Oranje               | Merel         | En producció |

### Videojocs
| Any  | Títol             | Paper | Notes       |
| ---- | ----------------- | ----- | ----------- |
| 2017 | Horizon Zero Dawn | Aloy  | Només model |

## Premis i nominacions
| Any  | Categoria     | Treball | Resultat   |
| ---- | ------------- | ------- | ---------- |
| 2012 | Millor actriu | Hebel   | Guanyadora |

| Any  | Categoria     | Treball      | Resultat   |
| ---- | ------------- | ------------ | ---------- |
| 2012 | Millor actriu | Hebel        | Guanyadora |
| 2016 | Millor actriu | De Helleveeg | Guanyadora |

| Any  | Categoria                 | Treball | Resultat |
| ---- | ------------------------- | ------- | -------- |
| 2013 | Millor actriu neerlandesa | Hebel   | Nominada |

| Any  | Categoria     | Treball      | Resultat   |
| ---- | ------------- | ------------ | ---------- |
| 2016 | Millor actriu | De Helleveeg | Guanyadora |

| Any  | Categoria         | Resultat   |
| ---- | ----------------- | ---------- |
| 2017 | EFP Shooting Star | Guanyadora |